# Argythamnia argyaea
Argythamnia argyaea là một loài thực vật có hoa trong họ Đại kích. Loài này được Cory mô tả khoa học đầu tiên năm 1945.